# Betül Tanbay
Betül Tanbay, née en 1960, est une mathématicienne turque, chercheuse, et professeur de mathématiques à l'Université du Bosphore à Istanbul. Elle est la première femme présidente de la Société mathématique turque (Türk Matematik Derneği) de 2010 à 2016.

## Formation
Betül Tanbay est née à Istanbul et a grandi à Ankara jusqu'en 1977. Elle a été élève du Lycée Janson-de-Sailly en 1978. Elle a reçu sa licence en mathématiques de l'Université Louis Pasteur à Strasbourg en 1982, puis son PhD en mathématiques sous la supervision de Robert Solovay à l'Université de Californie à Berkeley en 1989.

## Carrière universitaire
Elle a été professeur au département de mathématiques de l'Université du Bosphore.
Elle a été arrêtée par le gouvernement turc le 16 novembre 2018,, puis relâchée le lendemain.

### Publications scientifiques majeures
- C. Akemann, J. Anderson, B. Tanbay, « Weak pavability and the Kadison-Singer problem », Journal of Operator Theory, 71, 2014.
- B. Tanbay, « A Letter on the Kadison-Singer poroblem », Revue roumaine de mathématiques pures et appliquées, 59, 2, 2014.
- C. Akemann, J. Anderson, B. Tanbay, « The Kadison-Singer problem for the direct sum of matrix algebras », Positivity, 16, 2012.
- C. Akemann, B. Tanbay, A. Ülger, « A note on the Kadison-Singer problem », Journal of Operator Theory, 63, 2010.